# Juan Rodríguez Villamuela
Juan Rodríguez (n. Málaga, 1 de abril de 1982) es un exfutbolista español. Jugaba de centrocampista y su último equipo fue el RCD Mallorca de la Segunda División de España.

## Trayectoria

### Málaga CF
Debutó con el Málaga B. Junto con otros compañeros como Alexis, Nacho o Calatayud, constituyó esa generación de jóvenes canteranos malagueños que hicieron historia, ascendiendo con el filial blanquiazul desde Tercera a Segunda en dos años consecutivos, siendo en ese momento el Málaga Club de Fútbol el único equipo de Primera División de España con su filial en Segunda, durante las temporadas 2003/04, 2004/05 y 2005/06.

### Deportivo de la Coruña
Cuando llegó en el 2006 procedente del Málaga no contaba con el apoyo del por aquel entonces entrenador Joaquín Caparrós ya que para el técnico era la última opción por detrás de sus compañeros Sergio, De Guzmán y solamente estaba por delante de Aldo Duscher, a quien el míster tenía condenado al ostracismo. Con la llegada al banco en 2007 de Miguel Ángel Lotina unido a la venta de Duscher, al bajo rendimiento de De Guzmán, y a las constantes lesiones del sustituto de Antonio Tomás se le abrieron las puertas de la titularidad la cual no abandonó desde que la estrenó llegando a relegar al banco a uno de los capitanes, Sergio.
La llegada de Lotina al banquillo deportivista convirtió a JuanRo en titular indiscutible hasta que, tras descender el Deportivo, se confirmó su salida al Getafe CF.

### Getafe CF
El 1 de julio de 2011 Juan Rodríguez ficha por el Getafe C.F.. Tras dos temporadas en las que apenas dispuso de minutos con Luis García Plaza y en las que apenas entraba en la convocatorias, con la llegada de Cosmin Contra en marzo de 2014, Juan Rodríguez se volvió a sentir futbolista al recuperar la titularidad y disputar más minutos.

### RCD Mallorca
Varios días después de su desvinculación del Getafe CF se hizo oficial su fichaje por el RCD Mallorca

## Clubes
- Actualizado el 3 de julio de 2018.

| Equipo                 | Año         | Partidos | Goles |
| ---------------------- | ----------- | -------- | ----- |
| Málaga B               | 2000–2004   | 111      | 26    |
| Málaga                 | 2003–2006   | 62       | 8     |
| Deportivo de la Coruña | 2006–2011   | 186      | 12    |
| Getafe Club de Fútbol  | 2011–2016   | 119      | 3     |
| RCD Mallorca           | 2016 - 2017 | 19       | 0     |

## Títulos
| Distinción                | Año  | Club                             |
| ------------------------- | ---- | -------------------------------- |
| Copa Intertoto de la UEFA | 2002 | Málaga CF                        |
| Copa Intertoto de la UEFA | 2008 | Real Club Deportivo de la Coruña |